# الوعلية (حجة)
الوعلية هي إحدى قرى الجمهورية اليمنية. تتبع جغرافيا لمحافظة حجة وإداريًا لمديرية المفتاح. يبلغ تعداد سكانها 3657 نسمة حسب الإحصاء الذي جرى عام 2004.